# Mélissa Gomes
Mélissa Gomes, née le 27 avril 1994 à Nogent-sur-Marne dans le Val-de-Marne, est une footballeuse internationale portugaise évoluant au poste d'attaquante au Rio Ave FC.

## Biographie

### Carrière en club
Mélissa Gomes commence son parcours footballistique à l'âge de neuf ans en jouant à Pontault-Combault avec les garçons. À seize ans, elle rejoint la VGA Saint Maur et est surclassée en U18. Gomes part ensuite à Juvisy et passe deux saisons en U19, avec une finale du Challenge U19 perdue face à Montpellier. Elle intègre le groupe D1 la troisième année et dispute quelques matchs.
En 2014, elle retourne à la VGA Saint-Maur. Après avoir remporté les 22 matchs de D2 pour monter en D1 la première année, l'équipe est reléguée la saison suivante et Gomes reste ensuite une année de plus en D2. En 2017, contactée par Amandine Miquel, entraîneuse du Stade de Reims, elle rejoint le club rémois et participe à la montée du club en D1 à l'issue de la saison 2018-2019. Après une saison 2020-2021 prolifique, avec 10 buts marqués, elle signe en juin 2021 aux Girondins de Bordeaux.

### Carrière en sélection
Le 31 mars 2011, Mélissa Gomes dispute son premier match avec la sélection portugaise U19, face à la Norvège.
Elle est appelée en équipe nationale du Portugal pour la première fois en 2013 et dispute les qualifications à la Coupe du monde 2015. Elle n'est rappelée ensuite en sélection qu'en 2019.

### Football de plage
Adepte du football de plage depuis son enfance, elle participe à l'Euro Winners Cup (en) à deux reprises. En 2018 (en), elle termine à la quatrième place du tournoi avec Amnéville, tandis qu'en 2019 (en), elle termine troisième du tournoi avec le Stade de Reims. Elle est la meilleure buteuse de la compétition sur les deux éditions.
Avec la sélection portugaise de beach soccer, elle participe également à l'Euro Beach Soccer Cup 2016 (en) et finit à la troisième place.
Elle fait partie de l'équipe du Portugal médaillée de bronze aux Jeux européens de 2023.

## Statistiques
| Saison                | Club                  | Championnat           | Championnat | Championnat | Coupe(s) nationale(s) | Coupe(s) nationale(s) | Total | Total |
| Saison                | Club                  | Division              | M.          | B.          | M.                    | B.                    | M.    | B.    |
| 2013-2014             | FCF Juvisy            | Division 1            | 5           | 2           | 0                     | 0                     | 5     | 2     |
| Sous-total            | Sous-total            | Sous-total            | 5           | 2           | 0                     | 0                     | 5     | 2     |
| 2014-2015             | VGA Saint-Maur        | Division 2            | 22          | 6           | 2                     | 0                     | 24    | 6     |
| 2015-2016             | VGA Saint-Maur        | Division 1            | 14          | 0           | 2                     | 1                     | 16    | 1     |
| 2016-2017             | VGA Saint-Maur        | Division 2            | 21          | 22          | 2                     | 1                     | 23    | 23    |
| Sous-total            | Sous-total            | Sous-total            | 57          | 28          | 6                     | 2                     | 63    | 30    |
| 2017-2018             | Stade de Reims        | Division 2            | 22          | 11          | 4                     | 3                     | 26    | 14    |
| 2018-2019             | Stade de Reims        | Division 2            | 21          | 19          | 2                     | 3                     | 23    | 22    |
| 2019-2020             | Stade de Reims        | Division 1            | 13          | 2           | 3                     | 5                     | 16    | 7     |
| 2020-2021             | Stade de Reims        | Division 1            | 22          | 10          | 1                     | 0                     | 23    | 10    |
| Sous-total            | Sous-total            | Sous-total            | 78          | 42          | 10                    | 11                    | 88    | 53    |
| 2021-2022             | Girondins de Bordeaux | Division 1            | 21          | 6           | 1                     | 1                     | 22    | 7     |
| 2022-2023             | Girondins de Bordeaux | Division 1            | 18          | 10          | 3                     | 4                     | 21    | 14    |
| Sous-total            | Sous-total            | Sous-total            | 39          | 16          | 4                     | 5                     | 43    | 21    |
| 2023-2024             | Stade de Reims        | Division 1            | 22          | 3           | 2                     | 0                     | 24    | 3     |
| 2024-2025             | Stade de Reims        | Division 1            | 10          | 1           | -                     | -                     | 10    | 1     |
| Sous-total            | Sous-total            | Sous-total            | 32          | 4           | 2                     | 0                     | 34    | 4     |
| Total sur la carrière | Total sur la carrière | Total sur la carrière | 169         | 82          | 18                    | 16                    | 187   | 98    |

## Palmarès

### En club
Championnat de France D2 (2)
- Vainqueur en 2015 avec la VGA Saint-Maur
- Vainqueur en 2019 avec le Stade de Reims

### En sélection
- Médaillée de bronze aux Jeux européens de 2023 avec l'équipe du Portugal féminine de beach soccer[7].